# Ndonga
Le ndonga (parfois appelé oshiwambo, otjiwambo, ou owambo qui désigne la famille de langues) est une langue bantoue parlée en Namibie et au sud de l'Angola. Elle est proche du kuanyama et compte 807 000 locuteurs en Namibie en 2006 et plus de 263 000 en Angola en 2000.
Le missionnaire finlandais Martti Rautanen (en) traduisit la Bible en ndonga standard ; il écrivit aussi des poèmes et des cantiques dans cette langue. 